# Синтетичний каучук
Синтетичний каучук — синтетичний замінник натурального каучуку. Вихідною речовиною для одержання штучного каучуку за способом С. В. Лебедєва служить ненасичений вуглеводень з двома подвійними зв'язками бутадієн (дивініл) CH2=CH—CH=CH2.
Процес полімеризації проводять в присутності металічного натрію як каталізатора під тиском:
Скорочено будову молекули бутадієнового каучуку виражають формулою:
- (—СН2—СН=СН—СН2—)n

Бутадієновий каучук, як видно з формули, являє собою ненасичену сполуку. Його молекули мають лінійну структуру. Однак молекули каучуку не витягнуті, а звивисті. Цим обумовлюється його здатність розтягуватися.
Синтетичний каучук широко використовується в промисловості для виробництва виробів на його основі.

## Вулканізація каучуку
Сирий каучук має низьку міцність і дуже липкий, особливо при нагріванні, а на морозі стає твердим і ламким. Тому для виготовлення різних виробів у сирому вигляді каучук непридатний. Свої цінні властивості каучук набуває при вулканізації, тобто при нагріванні з сіркою. Вулканізований каучук називають гумою.
При процесі вулканізації з каучуку, сірки і наповнювача (переважно сажі) виготовляють суміш, якою наповнюють відповідні форми і під тиском нагрівають. При 130—160°С каучук взаємодіє з сіркою і молекули його зв'язуються між собою атомами сірки. Частково вони зв'язуються між собою і безпосередньо. Зв'язок між ними здійснюється за рахунок вільних валентностей, які виникають при розриві подвійних зв'язків. Процес вулканізації бутадієнового каучуку схематично можна представити такими рівняннями:
Вміст сірки у вулканізованому каучуку становить 1—3 %.
Вулканізований каучук значно більш еластичний і міцний, ніж сирий. Сирий каучук розчиняється в органічних розчинниках, зокрема в бензині (каучуковий клей), а вулканізований не розчиняється, а лише набухає.
В 1927 році німецький хімік Вальтер Бок в Леверкузені синтезував стиролбутадієновий каучук.
У 1932 р. Радянський Союз організував промислове виробництво бутадієнового синтетичного каучуку за способом С. В. Лебедєва. Тепер виробляються й інші види синтетичних каучуків, які за своїми властивостями значно кращі від природного каучуку.